# Tomás Brown
Tomás Brown fue un futbolista argentino que jugó en el Alumni Athletic Club.

## Biografía
Brown fue un argentino de origen escocés. Brown tuvo cinco hermanos que fueron jugadores internacionales argentinos: Alfredo, Carlos, Eliseo, Ernesto y Jorge, así como un primo, Juan Domingo. Otro hermano, Diego, también jugó en el Alumni Athletic Club.